# Мицо Бояджиев
Мицо Бояджиев е български революционер, деец на Вътрешната македоно-одринска революционна организация.

## Биография
Бояджиев е роден в град Кукуш, тогава в Османската империя. По професия е учител. Влиза във ВМОРО и става член на Кукушкия околийски революционен комитет. След Солунските атентати през април 1903 година властите го арестуват и Бояджиев е заточен в Подрум кале, Мала Азия. В 1904 година е амнистиран и след завръщането си отново се отдава на революционна дейност и става член на околийския комитет в Кукуш.